# Diplazium asplenioides
Diplazium asplenioides là một loài dương xỉ trong họ Athyriaceae. Loài này được Kunze C.Presl mô tả khoa học đầu tiên năm 1836.